# Daniel Woirin
Daniel Woirin, né le 30 janvier 1969 à Montreuil, est un entraîneur français d'arts martiaux mixtes (MMA) et ancien combattant de muay-thaï.
Il a notamment entraîné Lyoto Machida, Vitor Belfort, Dan Henderson, Anderson Silva, avec qui il a remporté trois ceintures à l'Ultimate Fighting Championship (UFC). Il entraîne  Benoît Saint Denis jusqu'à la fin du mois de mai 2024.

## Biographie

### Jeunesse et carrière en muay-thaï
Né le 30 janvier 1969 à Montreuil, en banlieue parisienne, Daniel Woirin est issue d'une famille modeste. Turbulent, il quitte l'école à 14 ans et travaille dans le bâtiment, avec son père. Puis, il décide de se consacrer au muay-thaï, découvert à l'âge de 13 ans. Il  fréquente plusieurs salles de boxe de la région parisienne et rencontre son premier entraîneur : Djamel Berrandou. Son premier combat à Nanterre, deux ans après ses débuts, se termine sur un match nul. Petit à petit, Daniel Woirin progresse aux côtés de différents entraîneurs, notamment Pud Pad Noy et Mustapha Benattia,.
À 20 ans, il se rend en Thaïlande, le pays du muay-thaï, pour y progresser. Après plusieurs semaines passées dans la périphérie de Bangkok, il retourne chez lui et représente son pays au haut niveau. Il fait partie de l'équipe de France et affronte des champions d'Europe, du monde, et notamment le champion du monde en titre de l'époque, en 1990 : Khaled Hebieb. Cependant, durant ce combat, Daniel Woirin se fracture le tibia au cours du cinquième et dernier round. Cette grave blessure le contraint à arrêter sa carrière et à se réorienter,.

### Carrière d'entraîneur

#### Débuts en France
Après une fin de carrière de combattant anticipée, Daniel Woirin reprend ses études, passe ses diplômes d'entraîneur de boxe thaï et obtient un Brevet d'État d'éducateur sportif en activités physiques pour tous (BEESAPT). Il devient éducateur au service des sports de la ville de Châtillon et travaille comme éducateur sportif dans des écoles, où il développe l'activité pieds-poings. Cette expérience intéresse la Fédération Française de Muay thaï avec laquelle il travaille au début des années 2000. Il entraîne l'équipe de France et fait partie de la commission éducative. Durant les championnats d'Europe de 2002, se déroulant à Lille, la France termine la compétition en étant la nation la plus médaillée.

#### Ascension au Brésil et aux États-Unis
Alors que la Fédération française souhaitait le conserver, Daniel Woirin décide de quitter la France pour le Brésil, pays d'origine de sa femme. Il s'installe à Rio de Janeiro en 2002 pour des raisons personnelles,. Il y propose ses services d'entraîneur dans différentes salles. Il rencontre alors un combattant de jiu-jitsu qui voulait se former en boxe pieds-poings, ce que Daniel Woirin accepte. Cela lui permet de lancer sa carrière d'entraîneur au Brésil. Il constitue alors un réseau et se fait une réputation solide dans ce pays.
La première super Star du MMA que Woirin entraîne est Ricardo Arona, combattant du Pride FC, pour le combat contre Sakuraba. Woirin intègre ensuite l'équipe de MMA de Rio de Janeiro, la RFT, de Marcio Cromado. Estimé dans le milieu National du MMA Brésilien pour ses résultats, Daniel Woirin intègre l'une des meilleures équipes de MMA au monde, la Black House, où il est professeur de boxe thaï et s'occupe du striking de 2008 à 2010. Dans cette équipe il entraîne notamment Lyoto Machida, Anderson Silva ou encore Vitor Belfort, trois combattants à l'Ultimate Fighting Championship (UFC),. Avec Anderson Silva, il remporte trois ceintures à l'UFC dont la première face à Dan Henderson en 2008, la deuxième contre Patrick Côté en 2009 et la troisième contre Thales Leite la même année,,.
En 2012, après huit ans à entraîner au Brésil, il s'installe à Temecula, en Californie, pour des raisons familiales. Il entre en contact avec Cyrille Diabaté qui l'aide à intégrer la Team Quest (en) et commence une carrière aux États-Unis. Il y entraîne notamment Dan Henderson, avec qui il remporte une ceinture au Strikeforce en 2011 après que ce dernier ait battu Rafael Cavalcante et Tarec Saffiedine avec qui il remporte aussi une ceinture après une victoire face à Nate Marquardt en 2013. Après quatre ans à la Team Quest, il rejoint la Black House MMA (en) de Los Angeles en 2015, où il ne reste que deux ans avant de rentrer en France. Entre temps, en 2016, il participe à un épisode de la série The Ultimate Fighter (TUF 23), à la demande de Joanna Jędrzejczyk, qui recherche un entraîneur de striking,.

#### Retour en France
Daniel Woirin choisit de rentrer en France en 2017. Il est contacté par le manager français Guillaume Peltier qui lui propose de travailler en Ukraine pour former des combattants locaux. Il accepte pour des raisons financières, alors qu'il voulait arrêter sa carrière d'entraîneur. Il y côtoie notamment Serghei Spivac et Roman Dolidze. Puis il est recruté par Venum (en), qui ouvre une salle à Rungis. Le 23 septembre 2018, il lance le projet de Team Elite au Venum Training Camp en y créant une équipe professionnelle et en s'associant avec Guillaume Peltier. Parmi deux cents candidats, il recrute Alioune Nahaye, Jorick Montagnac, Yilies Djiroune et Morgan Charrière. Il invite également Benoît Saint Denis à rejoindre l'équipe à la fin de son contrat avec l'armée. Même si le projet est rapidement abandonné par Venum, Saint Denis continue à s'entraîner avec Daniel Woirin.

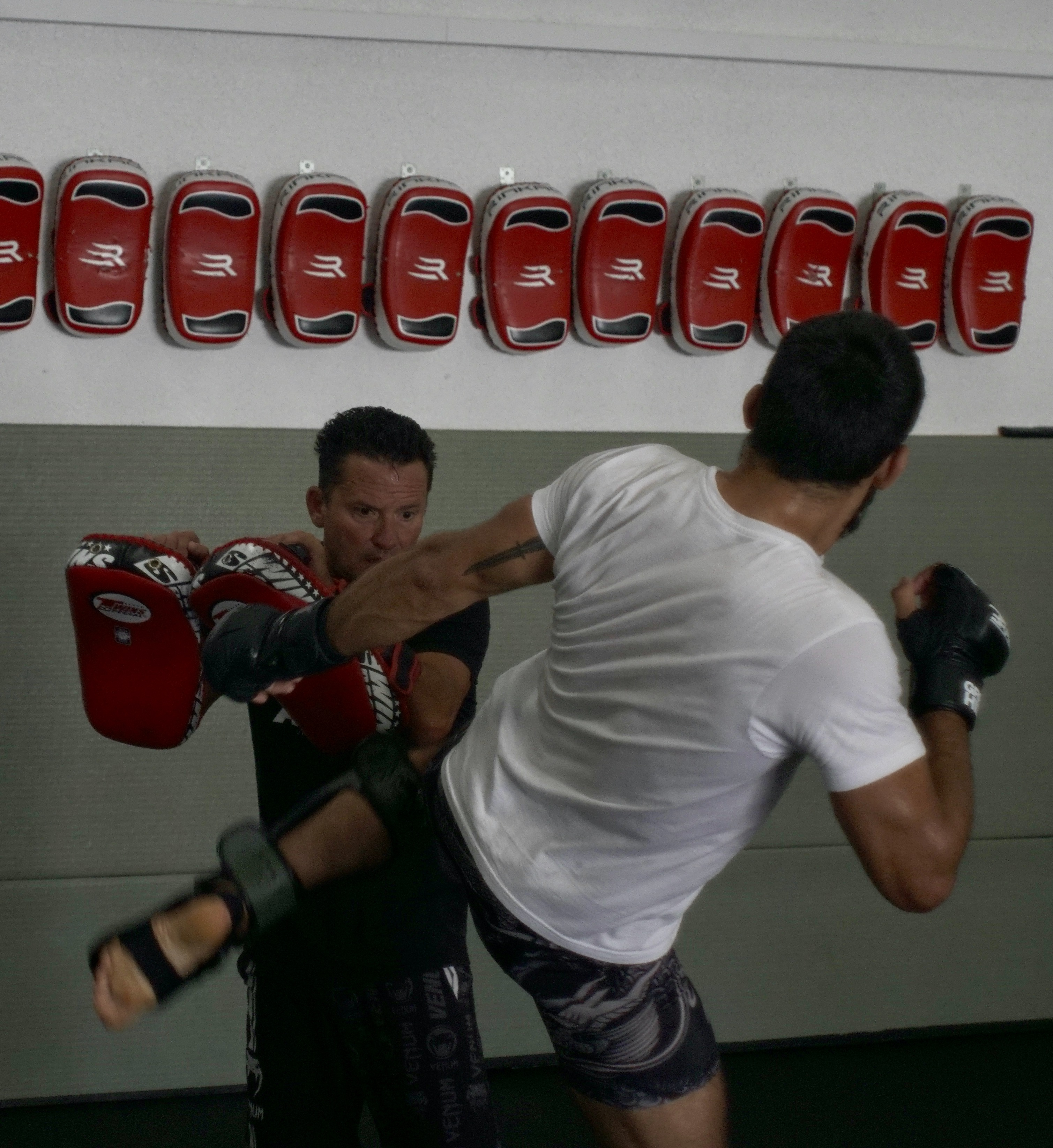
Daniel Woirin entraîne Benoît Saint Denis

À ses cotés, Benoît Saint Denis progresse rapidement. Il remporte la ceinture du Staredown Fighting Championship en battant le Polonais Artur Szczepaniak dès son deuxième combat. En un peu plus de deux ans, Daniel Woirin le propulse à l'UFC, où il combat pour la première fois le 30 octobre 2021 face à Elizeu Zaleski dos Santos (en). Lors de l'UFC Fight Night : Gane vs. Tuivasa, Saint Denis devient le premier Français à combattre et à remporter un combat UFC en France, après une victoire par KO technique contre Gabriel Miranda. Un an plus tard, en novembre 2023, Saint Denis devient le premier Français à intégrer le top 15 de la catégorie des poids légers de l'UFC après avoir battu Matt Frevola par KO dès le premier round. Il se classe en onzième position,. Le 9 mars 2024, toujours entrainé par Daniel Woirin, Benoît Saint-Denis combat Dustin Poirier aux États-Unis en Co-Main Event mais perd ce combat qui sera considéré "fight of the night".
À la suite de ce combat, Benoît Saint-Denis se sépare de Daniel Woirin.

## Palmarès
- Ultimate Fighting Championship
  - 3 ceintures : Anderson Silva contre Dan Henderson (2008), Anderson Silva contre Patrick Côté (2009) et Anderson Silva contre Thales Leite (2009)[12]
- Strikeforce
  - 2 ceintures : Dan Henderson contre Rafael Cavalcante (2011) et Tarec Saffiedine contre Nate Marquardt en 2013[12]
  - RFA 18:   Alexandre Pantoja (ufc Champion) vs MATT MANZANARES en 2014 ( New Mexico) Ceinture RFA
  - LFA vs Legacy: Une ceinture avec Alexandre Pantoja vs Damacio Page: 8 Mai 2015 (Missippi)
- Staredown Fighting Championship
  - 1 ceinture : Benoît Saint Denis contre Artur Szczepaniak (2019)[17]